# Zawiercie
Zawiercie este un oraș în Polonia.